# 本厚木駅
本厚木駅（ほんあつぎえき）は、神奈川県厚木市泉町にある、小田急電鉄小田原線の駅である。駅番号はOH 34。副駅名は「東京農業大学 厚木キャンパス 最寄駅」。
神奈川県央中心都市である厚木市の代表駅であり、北口を中心に繁華街が広がる。

## 歴史

### 年表
- 1927年（昭和2年）
  - 4月1日：相模厚木駅（さがみあつぎえき）として開設。「直通」の停車駅となる。各停は新宿駅 - 稲田登戸駅（現・向ヶ丘遊園駅）間運行であり、当駅までの運行はなかった。
  - 10月15日：急行新設、停車駅となる。
- 1941年（昭和16年）11月25日：神中鉄道（現・相模鉄道）列車が海老名駅 - 当駅間で乗入開始。
- 1944年（昭和19年）
  - 6月1日：本厚木駅（ほんあつぎえき）へ改称。
  - 11月：太平洋戦争戦況悪化に伴い、急行運行中止。
- 1945年（昭和20年）6月：従来、新宿駅 - 稲田登戸駅（現・向ヶ丘遊園駅）間運行の各停が全線運行されることとなり、停車駅となる。同時に「直通」廃止。
- 1946年（昭和21年）10月1日：準急新設、停車駅となる。
- 1949年（昭和24年）10月1日：急行復活、停車駅となる。
- 1955年（昭和30年）3月25日：通勤急行新設、停車駅となる。
- 1960年（昭和35年）3月25日：通勤準急新設、停車駅となる。
- 1964年（昭和39年）11月5日：相鉄からの乗入消滅。
- 1968年（昭和43年）7月10日：ロマンスカー「さがみ」停車開始[1]。
- 1974年（昭和49年）12月：下り線高架化[2]。
- 1976年（昭和51年）1月30日：上り線高架化[2]。
- 1977年（昭和52年）3月29日：駅周辺連続立体交差化竣工[3]。
- 1978年（昭和53年）3月31日：帝都高速度交通営団（現・東京地下鉄）千代田線と相互直通運転開始。
- 1982年（昭和57年）
  - 3月23日：駅ビル「ミロード」開店[4][5]。
  - 11月21日：小田急初の自動精算機2台新設。
- 1984年（昭和59年）2月1日：ロマンスカー「あさぎり」停車開始。
- 1987年（昭和62年）4月1日：国鉄分割民営化に伴い、「あさぎり」の乗入先が東海旅客鉄道（JR東海）となる。
- 1992年（平成4年）9月：中央改札内に車椅子対応エスカレーター新設[6]。
- 1995年（平成7年）3月4日：ロマンスカー「あしがら」の一部列車停車開始。
- 1999年（平成11年）：従来の「さがみ」・「あしがら」に代わり「サポート」の名称を採用。「さがみ」・「あしがら」が廃止され、「サポート」が停車開始。また、新宿駅18時以降出発下り特急列車愛称を運行系統関係無く「ホームウェイ」とする。「ホームウェイ」停車開始。
- 2003年（平成15年）3月23日：東口改札内にエレベーター新設、使用開始。
- 2004年（平成16年）12月11日：快速急行・区間準急新設、停車駅となる。ロマンスカー愛称整理に伴い、「はこね」停車開始。合わせて「サポート」は「さがみ」へ名称変更。
- 2006年（平成18年）
  - 2月23日：駅構内に自動体外式除細動器（AED）新設。
  - 3月：上下ホームに待合室新設。
  - 中央改札口付近が改装され、山側より自動券売機、定期券・特急券売場、改札機の順となる。
- 2010年（平成22年）11月3日：いきものがかりの楽曲「YELL」が当駅接近メロディに採用され、同日より使用開始[7]。
- 2012年（平成24年）3月17日：当駅から新松田駅方面の区間準急廃止。また、当駅始発・終着「ベイリゾート」運休。
- 2014年（平成26年）1月：OH 34の駅ナンバリング導入、使用開始[8]。
- 2023年（令和5年）
  - 2月18日：下りホーム（1・2番線）に小田急線初となる特急車両対応大開口ホームドアが使用開始[9][10]。
  - 9月30日：上りホーム（3・4番線）に特急車両対応大開口ホームドア使用開始[9][11]。

### 駅名の由来
当駅開設前年である1926年（大正15年）に、神中鉄道（現・相模鉄道）と相模鉄道（現・JR相模線）の厚木駅が先行して開設していたため、旧国名の「相模」を冠し「相模厚木」として開設。なお1944年（昭和19年）には当駅の隣駅である「河原口駅」（現・厚木駅）の傍にある、旧・神中鉄道（現・JR相模線）厚木駅が戦時買収により国有化されたため、これに合わせて小田急も「河原口駅」から「厚木駅」に改称した（詳しくは「厚木駅」参照）。これにより駅名が紛らわしくなるため、当駅も「相模厚木」から「本来の厚木」という意味で「本厚木」に改称した。なお既存の駅との混同を防ぐために、当駅と同様に「本」が付けられた小田急の駅には本鵠沼駅がある。

## 駅構造
島式ホーム2面4線を有する高架駅。小田原方に引き上げ線を有し、3・4番ホームは小田原方面からの上り列車と当駅始発折返し列車の同時進入が可能である。また、1・4番線には安全側線が設置されている。
改札口はホーム中央の地上に中央改札、新宿側地上に東口改札、そして新宿側階段を上ると駅ビル「本厚木ミロード1」の4階と直結するミロード口がある。中央改札はホームへのエスカレーター、東口改札には同様にエレベーターが備えられている。ミロード口は自動改札機のみ設置されている。改札外に自動券売機、定期券売り場、中央改札内にトイレ、ホームに特急券売機、待合室などがある。
売店は、ホームの上りに2か所、下りに1か所、北口と東口に1か所ずつ、都合5か所存在する。ホームの新宿よりにある2か所は、コンビニエンスストア形式になっている。
中央改札付近には厚木市役所本厚木駅連絡所や観光案内窓口がある。
駅長所在駅であり、「相模大野管区本厚木管内」として、当駅 - 伊勢原駅間各駅を管理している。

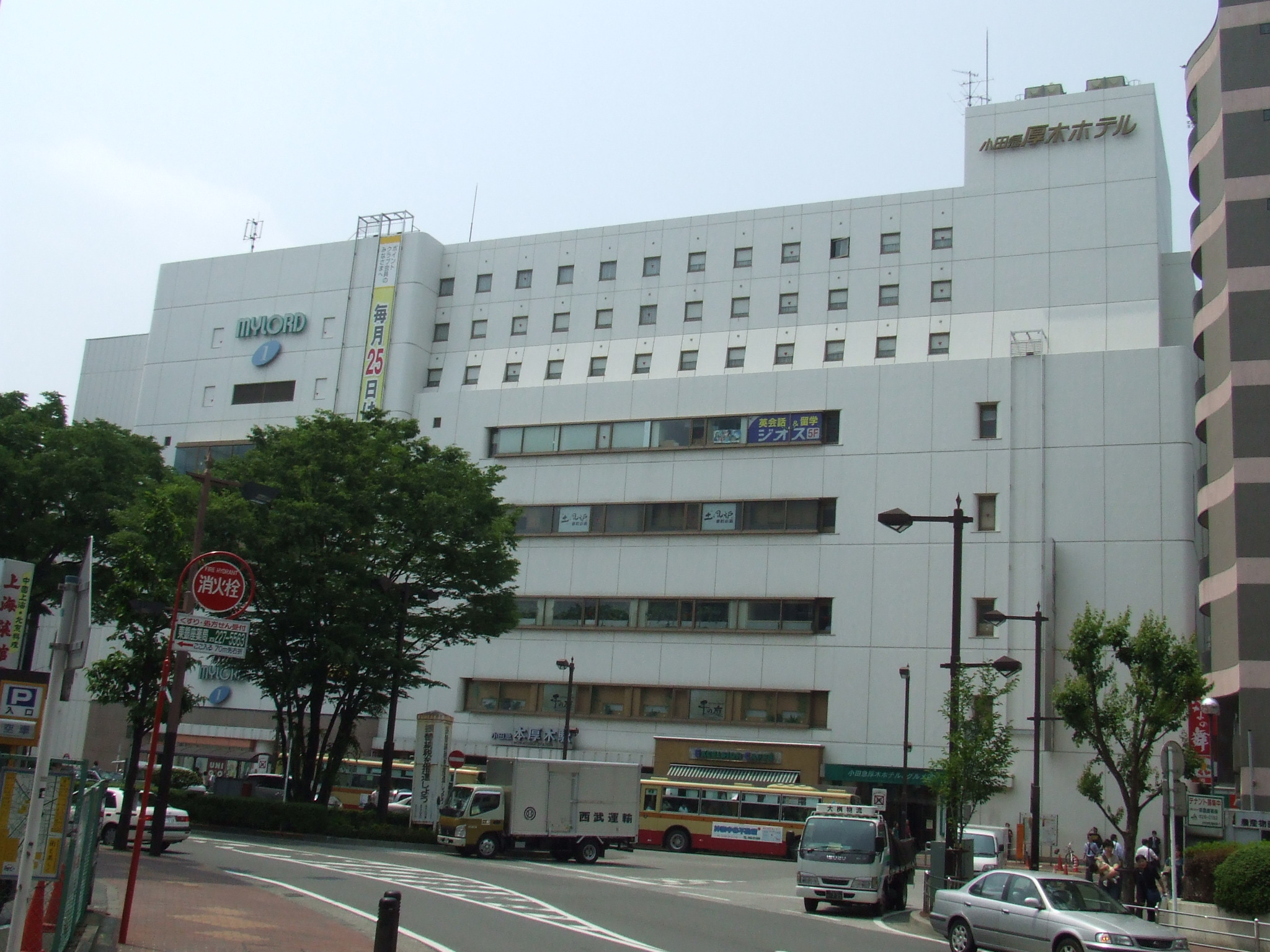
南口（2007年5月）
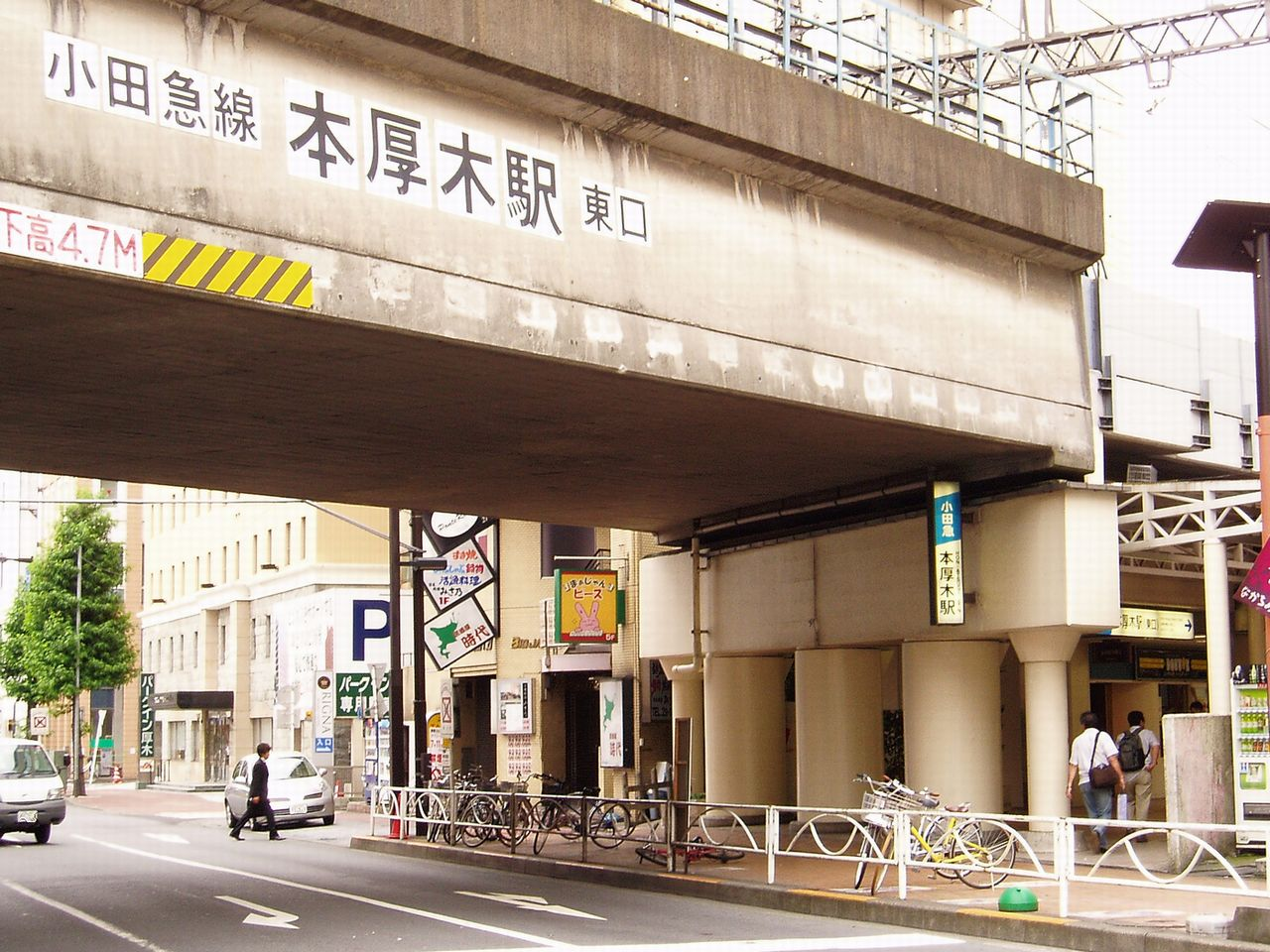
東口（2007年7月）
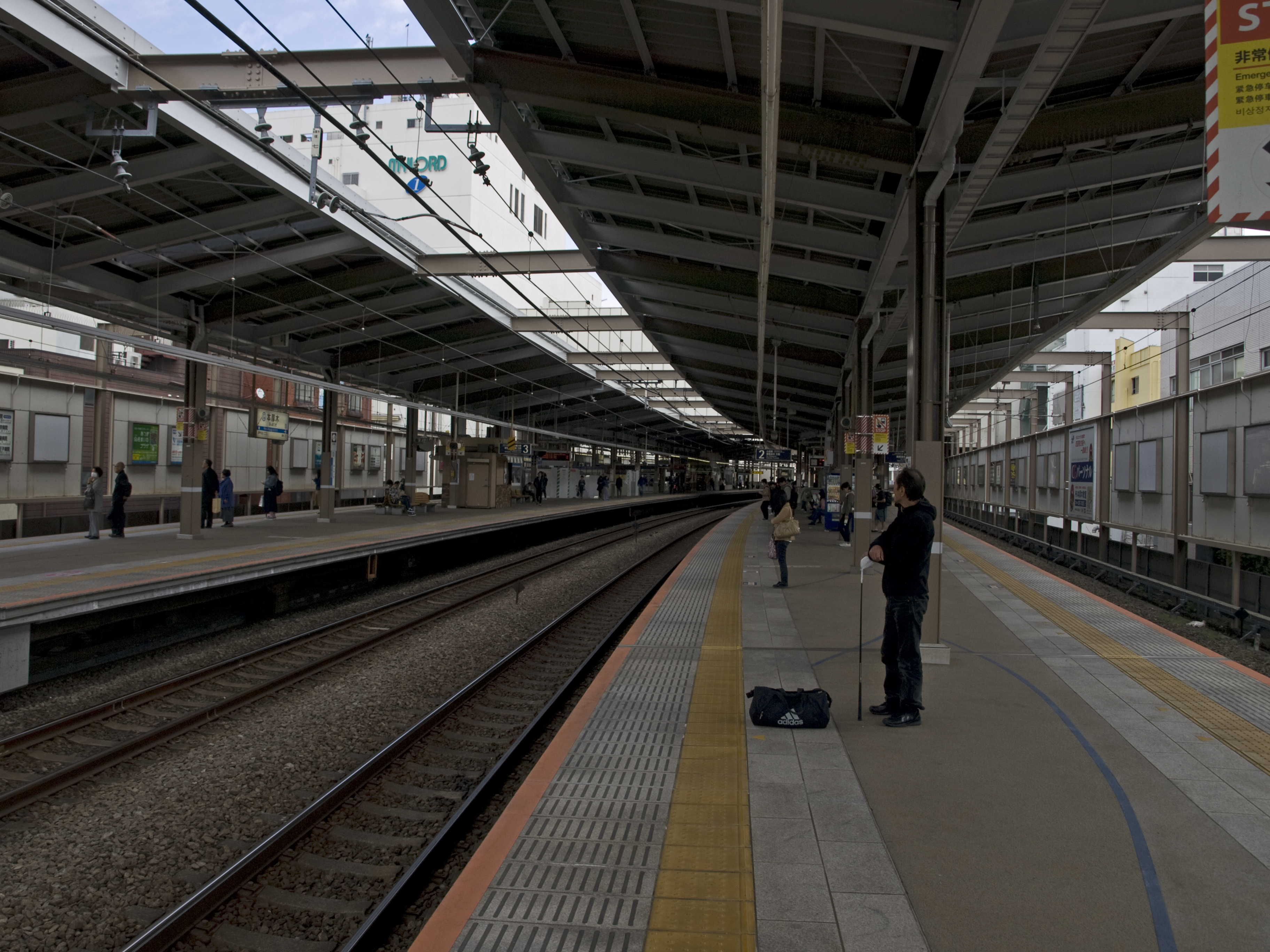
ホーム（2018年4月）

### のりば
| ホーム | 路線     | 方向 | 行先                          |
| ------ | -------- | ---- | ----------------------------- |
| 1・2   | 小田原線 | 下り | 小田原・箱根湯本方面          |
| 3・4   | 小田原線 | 上り | 相模大野・新宿・ 千代田線方面 |

- 内側2線（2・3番ホーム）が主本線、外側2線（1・4番ホーム）が待避線であるが、小田原方面並びに引上線からの同時入線が生じる場合は、引き上げ線からの列車が3番ホームに入り、小田原方面からの列車は本来待避線である4番ホームに入線する。
- 新宿駅からの各駅停車の大半は当駅で折り返す。また、当駅が始発・終点の「さがみ」・「ホームウェイ」・「メトロさがみ」・「メトロホームウェイ」も設定されている。なお、かつて運行されていた区間準急（新宿駅などから当駅へ到着する便）は一部を除き当駅で折返していた。
- 当駅で特急ロマンスカーの接続通過待ちを行う列車や、平日8時台の急行小田原行の一部は1番ホームからの発車である。
- 当駅から小田原方面の快速急行・急行は、全列車が開成駅まで各駅に停車する。また急行の一部列車は、新松田駅で種別を各駅停車に変更し、当駅 - 小田原駅間は各駅に停車する。
- 2010年（平成22年）11月3日より海老名駅と共に接近メロディとして、海老名市・厚木市出身の音楽ユニット・いきものがかりの楽曲を採用することになり、当駅では「YELL」が使用されている（海老名駅では「SAKURA」を使用）[7][注釈 1]。
- 新宿発着の小田原や箱根や御殿場に行く特急ロマンスカーは、2012年（平成24年）3月17日ダイヤ改正より、平日下り2本（「はこね」15号・「メトロはこね」21号）と「スーパーはこね」を除く全定期列車が当駅へ停車するようになった。しかし、2016年3月26日ダイヤ改正で、2つ手前の海老名駅に特急ロマンスカーが新規停車駅として追加されることとなったため、当駅の停車本数が若干減少する。なお、海老名駅に停車する列車は当駅を通過し、当駅に停車する列車は海老名駅を通過するパターンが基本となっているが、両駅とも停車する列車も一部存在する[注釈 2]。
- 2013年（平成25年）3月 - 翌2014年（平成26年）3月にかけて、駅1階の大規模改装が行われた。

## 利用状況
2024年度（令和6年度）の1日平均乗降人員は127,031人である。小田急70駅中第7位。他路線と接続もしくは連絡運輸を行っていない日本の私鉄の駅では最多乗降人員である。
近年の1日平均乗降・乗車人員の推移は以下の通り。
| 年度               | 1日平均 乗降人員 | 1日平均 乗車人員 | 出典     |
| ------------------ | ---------------- | ---------------- | -------- |
| 1928年（昭和03年） | 1,238            |                  |          |
| 1930年（昭和05年） | 1,305            |                  |          |
| 1935年（昭和10年） | 1,034            |                  |          |
| 1940年（昭和15年） | 2,817            |                  |          |
| 1946年（昭和21年） | 9,394            |                  |          |
| 1950年（昭和25年） | 9,337            |                  |          |
| 1955年（昭和30年） | 12,688           |                  |          |
| 1960年（昭和35年） | 21,481           |                  |          |
| 1965年（昭和40年） | 43,569           |                  |          |
| 1970年（昭和45年） | 61,981           |                  |          |
| 1972年（昭和47年） | 68,654           |                  |          |
| 1975年（昭和50年） | 77,740           |                  |          |
| 1980年（昭和55年） | 81,674           |                  |          |
| 1982年（昭和57年） | 109,335          |                  |          |
| 1985年（昭和60年） | 135,650          |                  |          |
| 1990年（平成02年） | 154,678          |                  |          |
| 1992年（平成04年） | 157,655          |                  |          |
| 1994年（平成06年） | 160,652          |                  |          |
| 1995年（平成07年） | 158,685          | 80,397           | [ * 1 ]  |
| 1998年（平成10年） |                  | 77,262           | [ * 2 ]  |
| 1999年（平成11年） |                  | 74,965           | [ * 3 ]  |
| 2000年（平成12年） | 145,001          | 74,043           | [ * 3 ]  |
| 2001年（平成13年） | 145,277          | 74,146           | [ * 4 ]  |
| 2002年（平成14年） | 143,646          | 73,153           | [ * 5 ]  |
| 2003年（平成15年） | 140,752          | 71,535           | [ * 6 ]  |
| 2004年（平成16年） | 139,919          | 70,424           | [ * 7 ]  |
| 2005年（平成17年） | 141,390          | 71,111           | [ * 8 ]  |
| 2006年（平成18年） | 145,643          | 73,198           | [ * 9 ]  |
| 2007年（平成19年） | 147,618          | 73,983           | [ * 10 ] |
| 2008年（平成20年） | 146,668          | 73,372           | [ * 11 ] |
| 2009年（平成21年） | 143,426          | 71,591           | [ * 12 ] |
| 2010年（平成22年） | 141,839          | 70,743           | [ * 13 ] |
| 2011年（平成23年） | 140,186          | 69,900           | [ * 14 ] |
| 2012年（平成24年） | 143,663          | 71,580           | [ * 15 ] |
| 2013年（平成25年） | 147,004          | 73,193           | [ * 16 ] |
| 2014年（平成26年） | 147,887          | 73,621           | [ * 17 ] |
| 2015年（平成27年） | 152,467          | 75,890           | [ * 18 ] |
| 2016年（平成28年） | 153,562          | 76,476           | [ * 19 ] |
| 2017年（平成29年） | 153,190          | 76,281           | [ * 20 ] |
| 2018年（平成30年） | 154,698          | 76,976           | [ * 21 ] |
| 2019年（令和元年） | 151,791          | 75,520           | [ * 22 ] |
| 2020年（令和02年） | 97,984           |                  |          |
| 2021年（令和03年） | 102,464          |                  |          |
| 2022年（令和04年） | 114,922          |                  |          |
| 2023年（令和05年） | 123,159          |                  |          |
| 2024年（令和06年） | 127,031          |                  |          |

## 駅周辺
厚木市中心市街地であり、北口を中心に商店や商業施設、銀行などが立地する。以前は志澤や丸井、長崎屋、パルコ、イトーヨーカドーなどの商業施設も立地していた。
駅周辺はホルモン焼き店が多く立地していることから、2000年代中頃より地元商店会はそれらを「厚木シロコロ・ホルモン」とアピールしている。
南口では、2019年（令和元年）度に地上22階地下1階の共同住宅を柱とした高層ビルと駅前広場の整備を主にする再開発事業が実施された。
東口には、本厚木駅東口地下道が接続している。

### 商業施設
- 本厚木駅内
  - 本厚木ミロード - ミロード1、2、南館、イースト
- イオン厚木店
  - ガーデンシティ厚木
- アミューあつぎ
  - ブックオフ
  - あつぎのえいがかんkiki
- 業務スーパー
- 有隣堂
- オーケー
- ホビーオフ
- ヨークフーズ厚木店

### 郵便局・金融機関
銀行はメガバンク再編前より上位都銀ほぼ全てが店舗を構えていた。
- 厚木郵便局
  - ゆうちょ銀行 厚木店
- 厚木旭郵便局
- 厚木東町郵便局
- 厚木松枝町郵便局
- 厚木旭町五郵便局
- みずほ銀行 厚木支店
- 三菱UFJ銀行 厚木支店・本厚木支店
- 三井住友銀行 厚木支店
- りそな銀行 厚木支店
- 横浜銀行 厚木支店・森の里支店
- スルガ銀行 厚木支店
- 静岡銀行 厚木支店
- 三井住友信託銀行 厚木支店
- 平塚信用金庫 厚木支店
- 城南信用金庫 厚木支店
- 中央労働金庫 厚木支店

### 公的施設など
- 厚木市役所
- 厚木シティプラザ
  - 厚木市立中央図書館
  - 厚木市子ども科学館
  - 厚木市ヤングコミュニティセンター
- 日本赤十字 本厚木献血ルーム
- 東町スポーツセンター
- 厚木市立病院
- 厚木税務署
- 総合福祉センター
- パスポート申請窓口・県央支所（イオン厚木店7F）
- 神奈川県厚木警察署
- 神奈川県厚木合同庁舎
  - 神奈川県厚木県税事務所
  - 神奈川県県央地域県政総合センター
  - 神奈川県厚木保健福祉事務所
  - 神奈川県かながわ労働センター県央支所
- 厚木市消防本部

### 教育施設
- 松蔭大学 厚木ステーションキャンパス
- 厚木看護専門学校
- 厚木調理師学校
- 関東歯科衛生士専門学校
- 厚木文化専門学校
- 厚木高等専修学校
- YMCA健康福祉専門学校

### 宿泊施設
- レンブラントホテル厚木
- 小田急ステーションホテル本厚木
- アーベントホテル厚木
- 厚木アーバンホテル
- 厚木シティホテル
- プラザホテル厚木
- パークインホテル厚木
- ホテルビスタ 厚木
- RIGNA厚木
- ホテル東海
- 旅館さがみ
- ビジネスホテル夕霧
- 東横INN本厚木駅南口

### 本社・事業所
- ソニー 厚木工場・厚木テクノロジーセンター
- リコーv厚木事業所・戸田技術センター
- オーイズミ
- 厚木ガス 本社・中町ショールーム
- 日立Astemo 厚木第一工場

バスによりアクセス可能
- 内陸工業団地

### 自然・観光
- 相模川
- 厚木中央公園

バスによりアクセス可能
- 飯山温泉
- 七沢温泉
- 広沢寺温泉
- 半原温泉
- かぶと湯温泉
- 神奈川県立七沢森林公園
- 東丹沢グリーンパーク
- 宮ヶ瀬ダム・宮ヶ瀬湖
- 厚木国際カントリークラブ（無料送迎バスあり）
- 大厚木カントリークラブ 桜・本コース（送迎バスあり）
- 本厚木カンツリークラブ（送迎バスあり）

## バス路線

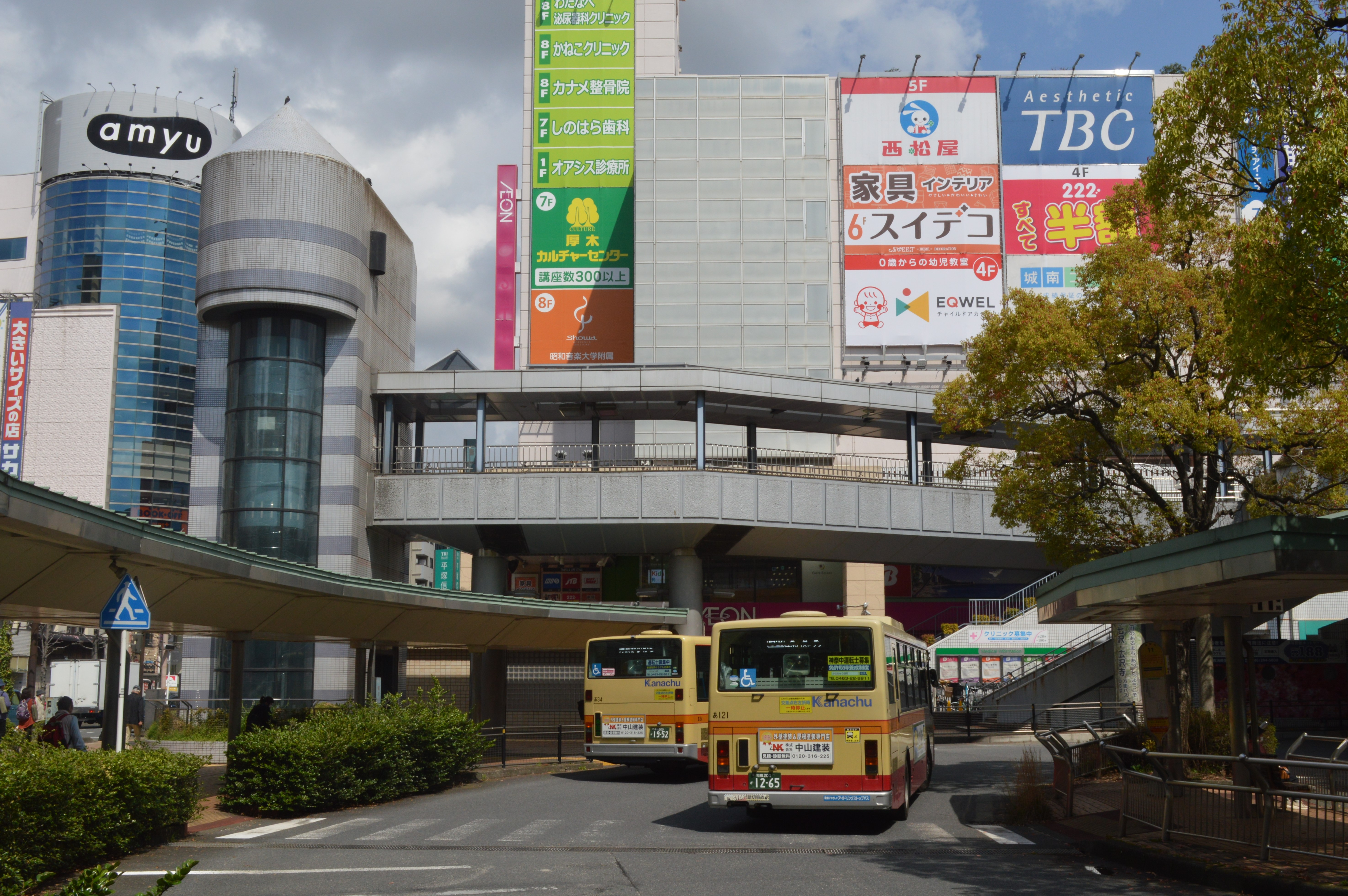
厚木バスセンター

駅周辺には、厚木バスセンター（東口から徒歩3分、厚木シティプラザとイオン厚木店間）、本厚木駅（北口）、本厚木駅南口、本厚木駅東口と、3つのバス停留所がある。

## 隣の駅
小田急電鉄
 小田原線
- □特急ロマンスカー「はこね」「さがみ」「ホームウェイ」「メトロはこね」一部停車駅、「モーニングウェイ」「ふじさん」全列車停車駅、「メトロモーニングウェイ」「メトロホームウェイ」発着駅

■快速急行・■急行
海老名駅 (OH 32) - 本厚木駅 (OH 34) - 愛甲石田駅 (OH 35)
□通勤準急（平日朝上りのみ）・■準急・■各駅停車
厚木駅 (OH 33) - 本厚木駅 (OH 34) - 愛甲石田駅 (OH 35)
■準急（平日夕夜間下りのみ）
厚木駅 (OH 33) → 本厚木駅 (OH 34)